# Hall of Fame Tennis Championships 2018
Hall of Fame Tennis Championships 2018 — тенісний турнір, що проходив на трав'яних кортах у місті Ньюпорт, США з 16 липня. Належав до категорії ATP World Tour 250.

## Фінальна частина

### Одиночний розряд
Стів Джонсон —  Рамкумар Раманатхан 7–5, 3–6, 6–2

### Парний розряд
Джонатан Ерліх /  Артем Сітак —  Марсело Аревало /  Мігель Ангел Реєс-Варела 6–1, 6–2